# The International Cat Association
The International Cat Association, forkortet TICA, er verdens største genetiske katteregister for racekatte og huskatte, og TICAs mission er blandt andet at fremelske kærlige, ansvarlige og etisk bevidste katteejere, at bevare de racerene katte og at arbejde for alle kattes velfærd. En væsentlig del af TICAs værdigrundlag handler om at arbejde for ligestilling af huskattene. Således kan huskatte i TICA registreres, udstilles og opnå titler på lige fod med racekattene, dog i deres egne klassementer og dog kun på betingelse af, at de er kønsneutraliserede.
TICA arbejder for at etablere katteudstillinger, som er lærerige og underholdende for udstillere, dommere og publikum. TICA arbejder for ansvarlig lovgivning vedrørende kattes velfærd, og opmuntrer sine medlemmer til at engagere sig aktivt i frivilligt arbejde og oplysning om kønsneutralisering. TICA arbejder for at fremme venskabelige relationer mellem opdrættere overalt i verden, og for at formidle viden til opdrættere, ejere, udstillere og offentligheden vedrørende avl, udstilling, raceforbedring og kattes velfærd.
TICA støtter forskningsinitiativer, som omhandler kattes sundhed, og formidler forskningens resultater til sine medlemmer.
TICA har medlemmer i USA, Sydamerika, Asien og Europa, og er i kraftig vækst især i Nordeuropa.